# Мушичи (Октябрьский район)
Мушичи (бел. Мушычы) — деревня в Волосовичском сельсовете Октябрьского района Гомельской области Беларуси.

## География

### Расположение
В 26 км на юго-восток от городского посёлка Октябрьский, 32 км от железнодорожной станции Рабкор (на ветке Бобруйск — Рабкор от линии Осиповичи — Жлобин), 256 км от Гомеля.

## Гидрография
На реке Тремля (приток реки Припять). На востоке сеть мелиоративных каналов.

## Транспортная сеть
Транспортные связи по просёлочной, затем автомобильной дороге Октябрьский — Озаричи. Планировка состоит из двух улиц, близких к широтной ориентации, застроенных неплотно деревянными усадьбами.

## История
По письменным источникам известна с XVI века как селение в Минском воеводстве Великого княжества Литовского. В 1560 году упомянута в связи с определением границ. После 2-го раздела Речи Посполитой (1793 год) в составе Российской империи, в Бобруйском уезде Минской губернии. В XIX веке в казённом поместье Нестановичи. Обозначена на карте 1866 года, использовавшейся Западной мелиоративной экспедицией, работавшей в этом районе в 1890-е годы. В 1908 году в Рудобельской волости.
8 июля 1920 года польские войска были вытеснены Красной армией. В 1930 году организован колхоз «Пролетариат», работали кузница и шерсточесальня. Во время Великой Отечественной войны немецкие оккупанты в апреле 1942 года сожгли 105 дворов и убили 35 жителей. 41 житель погиб на фронте. Согласно переписи 1959 года в составе колхоза имени М. В. Фрунзе (центр — деревня Волосовичи. Работали клуб, фельдшерско-акушерский пункт, магазин.

## Население

### Численность
- 2004 год — 47 хозяйств, 104 жителя.

### Динамика
- 1857 год — 23 двора, 132 жителя.
- 1897 год — 56 дворов 338 жителей (согласно переписи).
- 1908 год — 77 дворов 577 жителей.
- 1940 год — 113 дворов, 370 жителей.
- 1959 год — 266 жителей (согласно переписи).
- 2004 год — 47 хозяйств, 104 жителя.